# تيجي تين دن
تيجي تين دن (بالهولندية: Teije ten Den)‏ (29 أبريل 1993 بأوترخت في هولندا - ) هو لاعب كرة قدم هولندي في مركز الهجوم. لعب مع غو أهد إيغلز وتوب أوس.

## روابط خارجية
- تيجي تين دن على موقع قاعدة بيانات كرة القدم.إي يو (الإنجليزية)
- تيجي تين دن على موقع Soccerway.com (الإنجليزية)
- تيجي تين دن على موقع عالم كرة القدم.نت (الإنجليزية)